# 中华牙膏
中华牙膏是英荷联合利华公司在中国的牙膏品牌，创立于1954年，1993年联合利华被许可使用商标权（但品牌所有权实际仍在美加净日化）。现产品包含美白、口气清新、全效、中草药、防蛀及抗敏6个系列，十多个品种，覆盖了较全面的功效需求，形成较完善的产品线。

## 历史
1954年，当时的上海福新行化学工业社推出中华牌牙膏，因该厂职工“为中华民族的新生所鼓舞”而命名为中华牌。1956年，福新行化学工业社并入中国化学工业社（即上海牙膏厂的前身）。1960年代中期，中华牙膏的膏体、香型做了较大改进，以天然碳酸钙为摩擦剂，以月桂醇硫酸钠为发泡剂，以天然香蕉、菠萝萃取物为香型，膏体结构由肥皂型改为泡沫剂型，包装由铅锡管改为铝管，在当时的中国大陆处在领先水平。中华牙膏也受到了中国人民解放军官兵的欢迎，一些部队为了在内务卫生上整齐划一，所有官兵一律使用中华牙膏。
1980年代，中华牙膏进入新的发展时期，先后推出药物牙膏、透明牙膏、氟化钠牙膏、儿童彩条牙膏和多功能牙膏等产品。1992年，中华牙膏销量及知名度首次位居中国大陆第一，同年在全国国货精品评选中获最满意奖。
1993年，上海牙膏厂与联合利华合资成立上海联合利华牙膏有限公司，中华商标许可联合利华使用，许可期限50年。